# Höganäs
För andra betydelser, se Höganäs (olika betydelser).

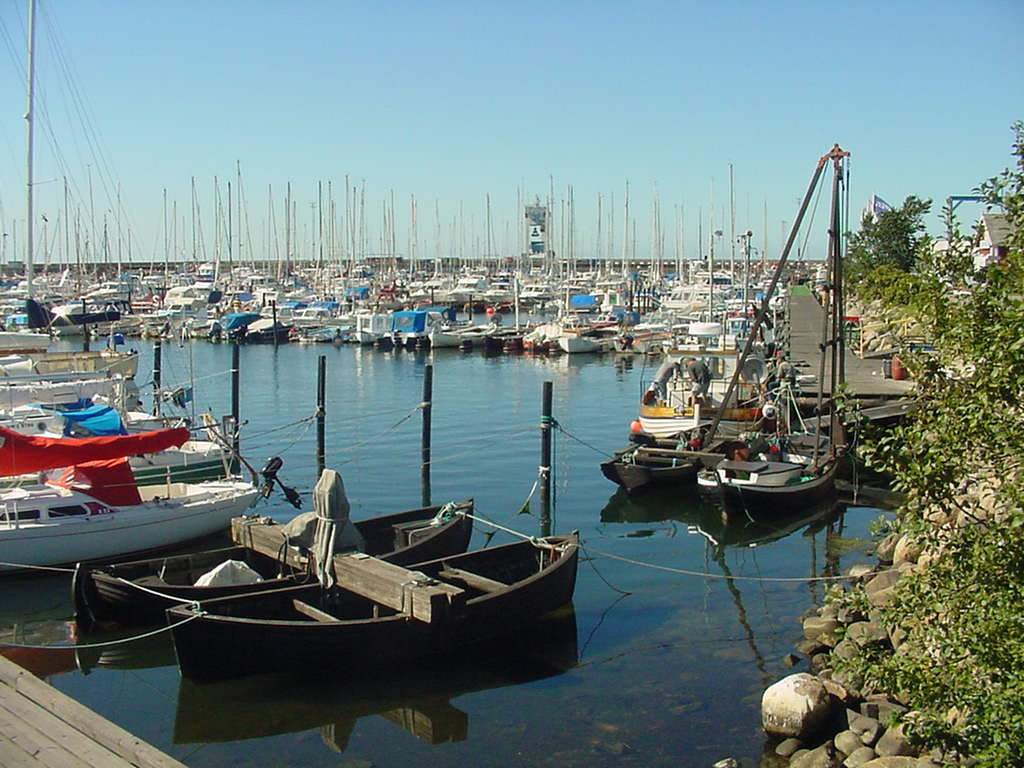
Höganäs Hamn.

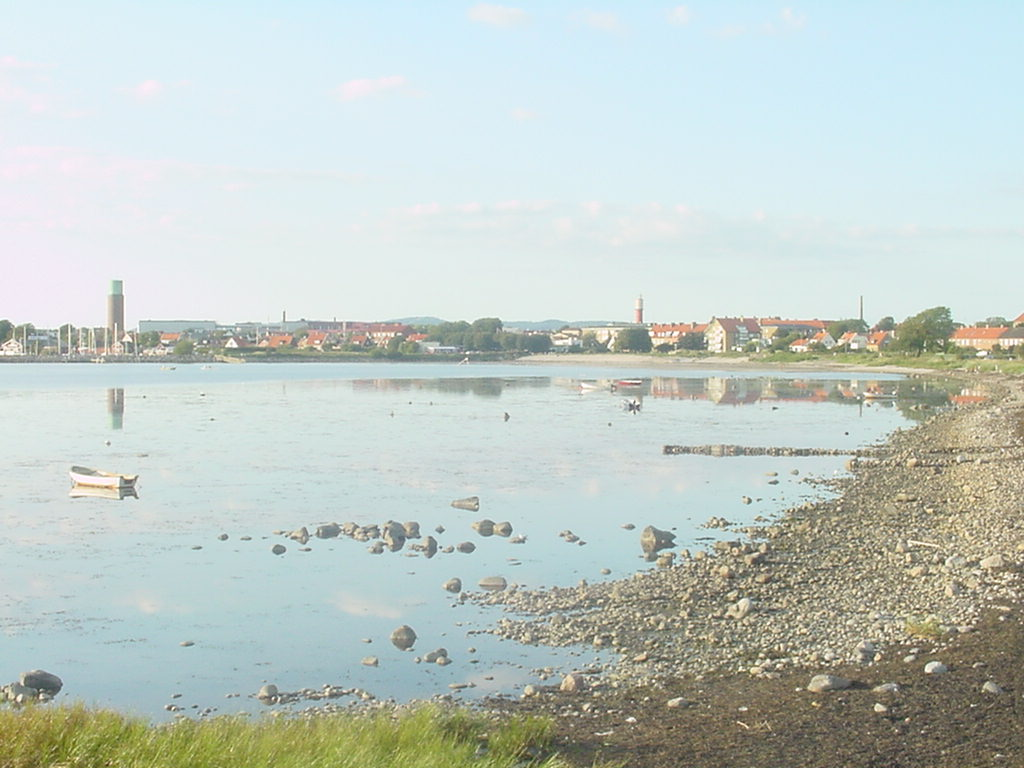
Höganäs Hamn - Kvickbadet.

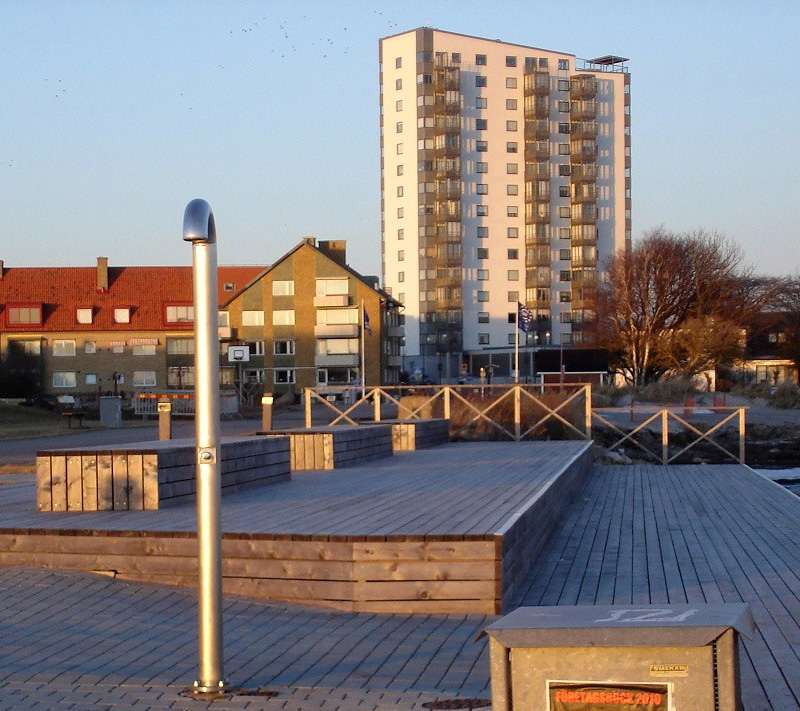
Jefasthuset sett från väster med en del av den nya bryggan vid Kvickbadet.

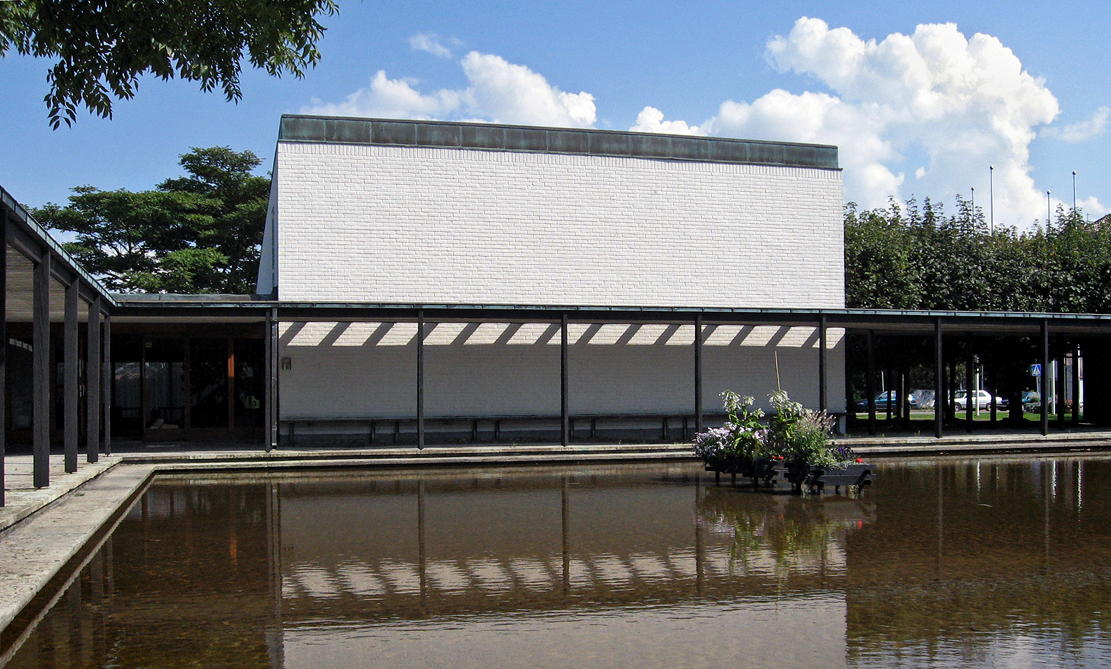
Höganäs kommunhus innergården.

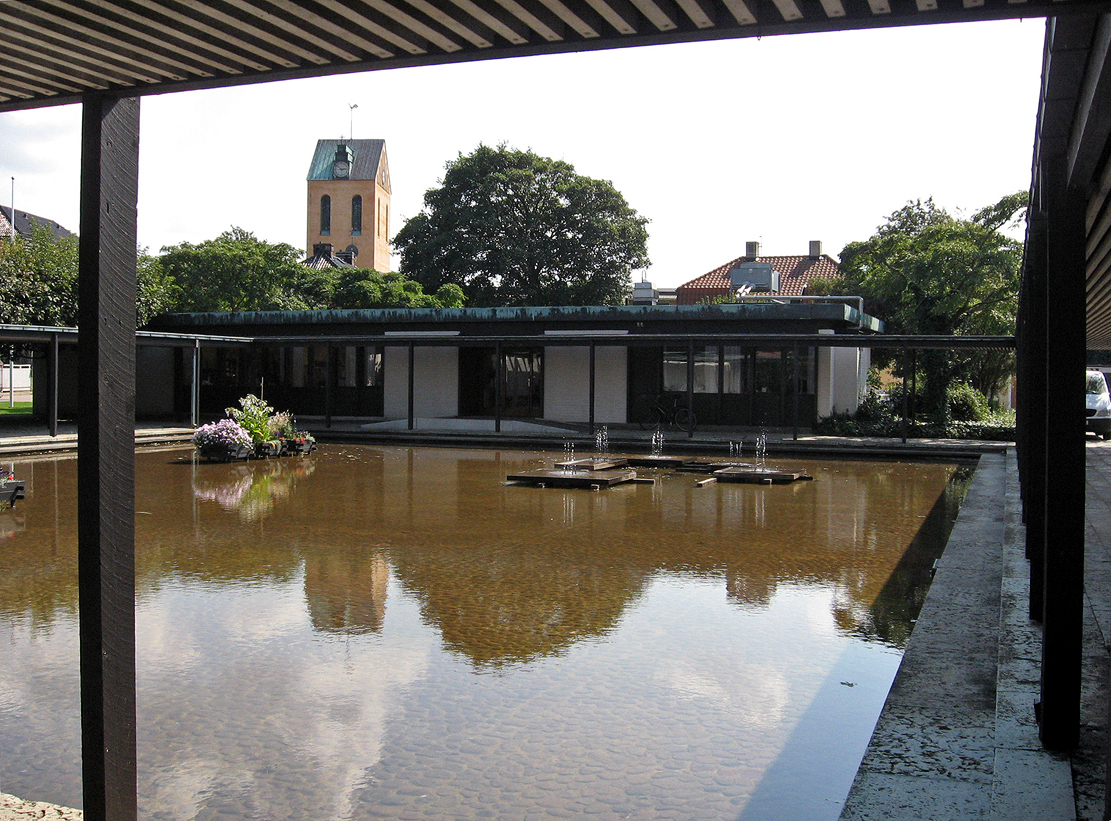
Höganäs kommunhus innergården.

Höganäs är en tätort och centralort i Höganäs kommun i Skåne län. 
Ursprungligen är Höganäs ett fiskeläge kring vilket en gruvindustri utvecklades för brytning av kol och leror för tillverkning av eldfast keramik (Höganäskrus).

## Historik
Fiskeläget Höyenaess (Höganäs) finns omnämnt första gången 1488. Från 1569 och århundradena framåt bestod det av 20 hushåll, något färre under peståren på 1700-talet. Höganäsbolaget grundades 1797, då gruvverksamheten tog fart. Denna gruvverksamhet fanns kvar i bygden fram till 1961, då Schakt Prins Gustaf Adolf stängdes. Höganäs var under denna gruvtid den ort som kunde ståta med flest gruvor, här fanns över femtio stycken.
Under 1830-talet utvecklades tegel- och keramikindustrin genom Höganäsbolagets försorg. En särskild bruksförsamling bildades 1854. Höganäs fiskeläge blev municipalsamhälle 1890, municipalsamhället utvidgades sedermera och 1919 bildades Höganäs församling. Samtidigt utarbetades en stadsplan. Höganäs blev stad 1936 och huvudort i storkommun från 1971.
Staden har genom en särskild stiftelse ett museum, Höganäs Museum och Konsthall, med utställningar som belyser olika sidor av Höganäs utveckling. Här finns avdelningar om stenkolsgruvorna med dinosaurierum, om keramik från 1800- och 1900-talen, en bevarad arbetarbostad, utställningar om kulturhistorikern och fornforskaren Nils Månsson Mandelgren och om fotografen Peter P. Lundh, stadsutveckling m.m.
År 2008 inleddes arbetet med ett kommunalt historieverk på vetenskaplig grund om Höganäs, "Höganäs historia". Första delen "Höganäs från stenålder till millennieskifte" utkom 27 november 2011. Den andra delen "Kullahalvön mellan istid och kommunreformer" utkom hösten 2013.

### Administrativ tillhörighet
Höganäs var ett fiskeläge och en bruksort i Väsby socken där Väsby landskommun inrättades vid kommunreformen 1862. Inom landskommunen bildades Höganäs bruks municipalsamhälle 1875.  För fiskeläget bildades 18 oktober 1889 Höganäs fiskeläges municipalsamhälle. Dessa samhällen sammanslogs 1908 och bildade Höganäs municipalsamhälle som 1917 utökades med närliggande bebyggelse. Municipalsamhället utbröts 1936 ur landskommunen och bildade Höganäs stad. 1967 införlivades hela Väsby landskommun i stadskommunen som 1971 uppgick i Höganäs kommun med Höganäs som centralort.
I kyrkligt hänseende hörde Höganäs före 1852 till Väsby församling, och hör sedan dess till Höganäs församling, före 1919 benämnd Höganäs bruksförsamling.
Orten ingick till 1971 i Luggude tingslag. Sedan 1971 ingår Höganäs i Helsingborgs domsaga.

### Befolkningsutveckling
| Befolkningsutvecklingen i Höganäs 1900–2020 | Befolkningsutvecklingen i Höganäs 1900–2020 | Befolkningsutvecklingen i Höganäs 1900–2020 | Befolkningsutvecklingen i Höganäs 1900–2020 | Befolkningsutvecklingen i Höganäs 1900–2020 |
| --- | ------------------------------------------- | ------------------------------------------- | ------------------------------------------- | ------------------------------------------- |
| |                                             |                                             |                                             |                                             |
| År |                                             |                                             | Folkmängd                                   | Areal (ha)                                  |
| 1900 | 1900                                        |                                             | 5 514                                       | †                                           |
| 1960 | 1960                                        |                                             | 7 880                                       |                                             |
| 1965 | 1965                                        |                                             | 9 742                                       |                                             |
| 1970 | 1970                                        |                                             | 10 554                                      |                                             |
| 1975 | 1975                                        |                                             | 10 866                                      |                                             |
| 1980 | 1980                                        |                                             | 10 077                                      |                                             |
| 1990 | 1990                                        |                                             | 10 239                                      | 684                                         |
| 1995 | 1995                                        |                                             | 13 571                                      | 873                                         |
| 2000 | 2000                                        |                                             | 13 401                                      | 873                                         |
| 2005 | 2005                                        |                                             | 13 550                                      | 881                                         |
| 2010 | 2010                                        |                                             | 14 107                                      | 885                                         |
| 2015 | 2015                                        |                                             | 14 778                                      | 1 011                                       |
| 2020 | 2020                                        |                                             | 16 001                                      | 1 105                                       |
| Anm.: 1900 avser Höganäs fiskeläge och Höganäs bruk. Sammanvuxen med Nyhamnsläge 1965, med Lerberget och Väsby 1995. † Befolkning runt ett municipalsamhälle 1900. |                                             |                                             |                                             |                                             |

## Bebyggelse
Av den gamla fiskarebebyggelsen återstår idag endast smärre rester. I området runt det s.k. Höganäs nedre (dvs hamnen), i anslutning till Sundstorget, finns dock gatusträckningar, och delar av bebyggelse bevarad. I Höganäs nedre finns flera intressanta byggnader som det så kallade Lerhuset från 1797, det gamla tullhuset som även var stadens första hotell och biografen Saga, en av Sveriges äldsta biografer, som i resterna av det gamla Hotell Schweiz från 1883. Den första filmen visades 1899, fyra år efter att den första filmen i världen visades i Paris.
I det så kallade Höganäs övre, runt stadens andra torg, Gruvtorget, finns rester av gruvnäringen och därtill hörande bebyggelse. Området utmärks av rutnätsplan med en öppen torgplats, kring vilken det forna brukets centrala byggnader är grupperade. Stadsplanen för denna del av Höganäs ritades av den engelske ingenjören Thomas Stawford. Runt torget kan man se flera gamla byggnader, från gruvepoken som disponentbostaden vid norra sidan av torget från 1798 och det före detta Stadshotellet från 1860-talet. Nära torget finns välbevarade byggnader uppförda som gruvarbetarbostäder under 1800-talets första decennier. Bland dessa märks Westerholmska huset, den så kallade "Fyrkanten" och byggnaden som idag inrymmer Höganäs museum.
Inom Höganäs finns flera mindre områden med bostadshus, som i uppförts av gruvbolaget, som arbetarbostäderna vid Hultabo-, Sandflygs-, Humle- och Rönngatorna. Det nuvarande kontorshuset "Tre kronor", beläget nära det gamla Höganäsbolagets industrianläggningar, utgör ett något senare exempel på arbetarbostäder. Byggnaden, som var inredd med flera lägenheter, fick sådan uppmärksamhet att den prisbelönades vid Paris-utställningen 1864. Staden fick sin första kyrka på 1850-talet. men den kyrkan är numera riven. Höganäs nuvarande kyrka är Himmelsfärdskyrkan, ritad av Ivar Tengbom på 1930-talet och ligger vid Storgatan som förbinder det forna fiskeläget Höganäs Nedre med gruvsamhället Höganäs Övre. Det gamla stationshuset är i rött tegel och i nationalromantik och ritades av Folke Zettervall. Det togs i bruk 1918 och fungerade som stationshus tills järnvägen avvecklades. Numera har Höganäs kommun kontor här.
År 2007 stod "Jefasthuset" i 15 våningar färdigt, som fick den gamla "Kapsylparken" att ge vika. I Höganäs för övrigt omfattande restaureringar företagits under senare år, främst vad gäller bebyggelsen vid hamnen. Dessutom har gator och torg fått en ny och modernare prägel, men även i östra delen av staden har det uppförts ny bebyggelse, främst ett äldreboende.

## Kommunikationer

### Järnväg

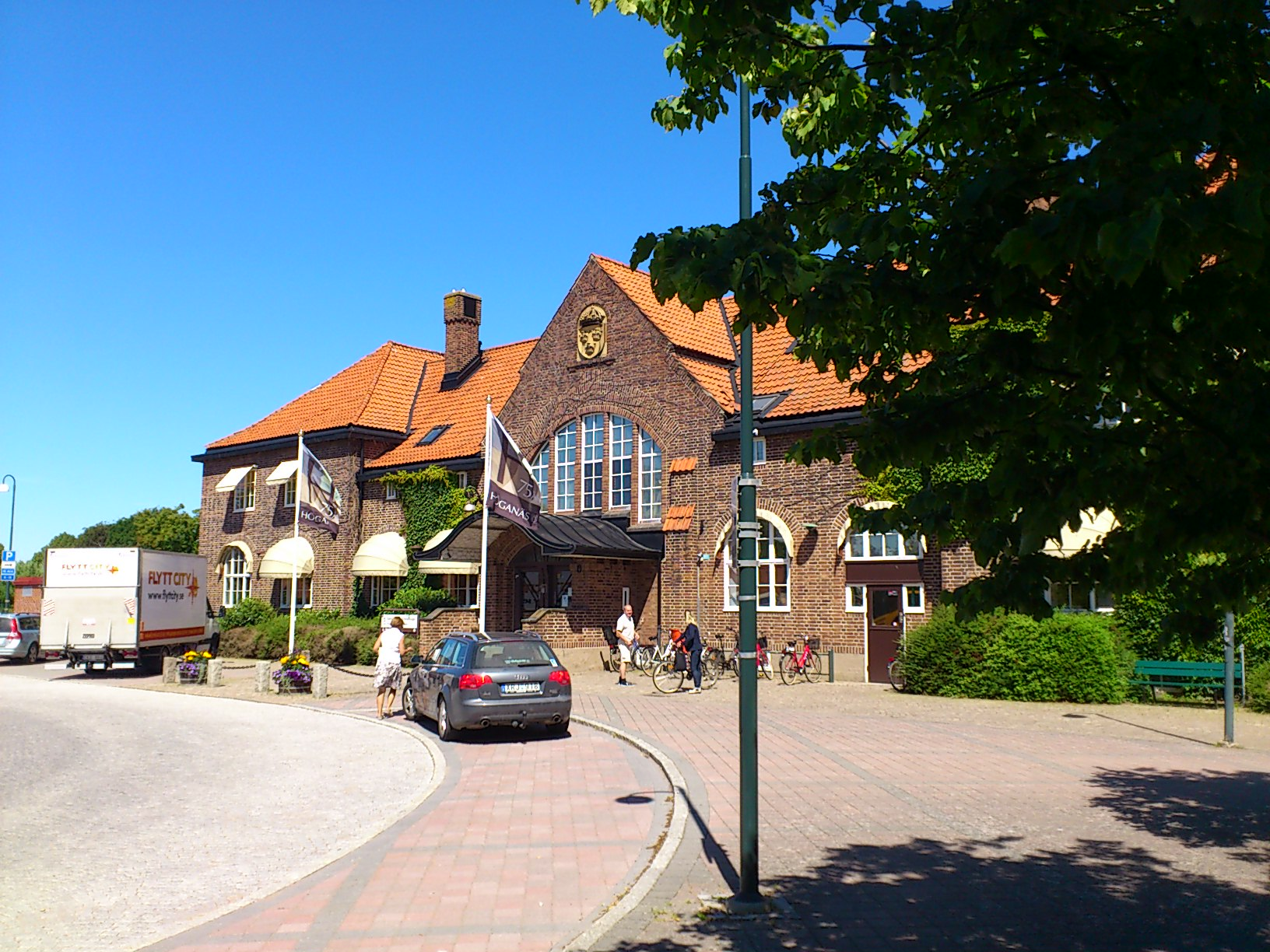
Höganäs f.d. järnvägsstation.

År 1885 fick Höganäs järnvägsförbindelse till Kattarp och Åstorp genom en tvärbana till Skåne–Hallands Järnväg (SHJ). Höganäs fick två järnvägsstationer: Höganäs Övre och Höganäs Nedre, den senare nere i fiskeläget. Efter att SHJ förstatligats byggdes en ny järnvägsstation i Höganäs, färdig 1919, och den ersatte de båda tidigare stationerna. Fram till 1992 hade Höganäs järnvägsförbindelse med Västkustbanan via denna bana. Persontrafiken lades ner 1972 och godstrafiken 1992. På den gamla banvallen finns idag en cykelbana. Det fanns även en bana mellan Höganäs och Mölle, den s.k. Möllebanan, invigd 1910 och nedlagd 1963. Även den finns idag till stor del bevarad som cykelbana.

### Båtförbindelser
En tid fanns det färjeförbindelse med Gilleleje i Danmark.

### Väg
Till Höganäs kan man ta sig från Helsingborg via väg 111, som sedan några år till stor del är mötesfri. Vägen har fått en ny dragning öster om samhället Viken för att minska barriäreffekten och bullret där. Vägen är en så kallad 2+1 väg. Väg 111 fortsätter efter Höganäs norrut till Mölle. Österut finns förbindelse med Jonstorp, Ängelholm och Åstorp via väg 112. Denna har ett körfält i varje riktning och saknar mitträcke. Väg 112 ansluter i Norra Varalöv till E6 samt i Åstorp till E4 och väg 21.

### Kollektivtrafik
Höganäs har bussförbindelse med Helsingborg Skåneexpressen 11 som går Höganäs-Helsingborg via Lerberget som en snabblinje. Samt Regionbusslinje 220 som går Höganäs-Viken-Helsingborg och stannar på fler stopp än skånexpressen. Andra regionbusslinjer som utgår från Höganäs är 222 (Mölle), 224 (Jonstorp/Mjölhult), 225 (Jonstorp/Ängelholm) samt 226 (Direkt till Ängelholm). Höganäs har ingen stadsbusstrafik men har en regionbuss som kallas Flexlinjen och som kör runt i staden och även ut till Lerberget.

## Kända Höganäsbor
se även Personer från Höganäs
- Morgan Johansson, politiker.
- Péter Kovács, politiker.
- Daniel Lemma, sångare.
- Björn Söder, politiker.
- Torsten Lilliecrona, skådespelare.
- Christina Lindberg, sångerska.
- Peter P Lundh, fotograf.
- Rune Moberg, redaktör.
- Ulla Molin, trädgårdsarkitekt och journalist.
- Nils Månsson Mandelgren, folklivsforskare.
- Gottfrid Nymberg, donator till Nymbergs stiftelse
- Bengt Silfverstrand, politiker, frilansskribent
- Christer Strömholm, fotograf
- Jonas Högström, skulptör
- Michael ”Roddarn” Andersson, cyklist
- Åke Holm, skulptör